# 데일 슝크
데일 슝크(Dale H. Schunk)는 미국의 심리학자, 교육심리학자이다. 학습이론에 관한 다양한 연구를 진행하였으며, 교육심리학 분야에서 널리 읽히는 교과서인 《학습 이론》, 《학습 동기》 등을 집필하였다.

## 같이 보기
- 자기 조절
- 교육심리학
- 학습동기